# UAE Team Emirates Gen Z
Das UAE Team Emirates Gen Z ist ein Radsportteam aus den Vereinigten Arabischen Emiraten mit Sitz im schweizerischen Lamone.
Das Team wurde zur Saison 2024 als Development Team des UAE Team Emirates ins Leben gerufen und ist als UCI Continental Team lizenziert. Erster Sportlicher Leiter des Teams ist Jan Polanc, der bis Mitte der Saison 2023 selbst als Radrennfahrer im UAE Team Emirates aktiv war.
Die ersten Erfolge für das Team erzielte Gal Glivar bei der Sharjah Tour 2024.

## Saison 2025
Mannschaft
| Teamkader 2025          | Teamkader 2025    | Teamkader 2025               | Teamkader 2025                |
| Name                    | Geburtsdatum      | Land                         | Vorheriges Team               |
| ----------------------- | ----------------- | ---------------------------- | ----------------------------- |
| Mohammad Al Mutaiwei    | 28. November 2003 | Vereinigte Arabische Emirate |                               |
| Ugo Fabries             | 3. August 2005    | Frankreich                   | Trinity Racing (2024)         |
| Marcos Freire           | 16. Juli 2006     | Spanien                      | Bathco Cycling Team (2024)    |
| Luca Giaimi             | 12. Januar 2005   | Italien                      |                               |
| Abdulla Jasim Al-Ali    | 17. Januar 2003   | Vereinigte Arabische Emirate |                               |
| Duarte Marivoet         | 2. Februar 2005   | Belgien                      | Team Auto Eder (2023)         |
| Adrià Pericas           | 26. Mai 2006      | Spanien                      |                               |
| Anže Ravbar             | 11. Mai 2005      | Slowenien                    |                               |
| Enea Sambinello         | 9. Februar 2006   | Italien                      |                               |
| Matthias Schwarzbacher  | 22. Dezember 2005 | Slowakei                     | ATT Investments (2024)        |
| Gibbe Staes             | 9. Oktober 2005   | Belgien                      | Acrog-Tormans/Balen BC (2023) |
| Davide Stella           | 14. April 2006    | Italien                      |                               |
|                         |                   |                              |                               |
| Quelle: ProCyclingStats |                   |                              |                               |

 Erfolge
| Siege    | Siege                                         | Siege                        | Siege  | Siege                  | Siege |
| Datum    | Rennen                                        | Staat                        | Klasse | Sieger                 |       |
| -------- | --------------------------------------------- | ---------------------------- | ------ | ---------------------- | ----- |
| 28. Jan. | Sharjah International Cycling Tour, 5. Etappe | Vereinigte Arabische Emirate | 2.2    | Davide Stella          |       |
| 28. Feb. | Tour du Rwanda, 5. Etappe                     | Ruanda                       | 2.1    | Duarte Marivoet        |       |
| 5. Mär.  | Umag Trophy                                   | Kroatien                     | 1.2    | Matthias Schwarzbacher |       |

## Bisherige Saisonerfolge
| Rennserie                 | 2024 |
| ------------------------- | ---- |
| UCI ProSeries             | -    |
| UCI Continental Circuits  | 4    |
| nationale Meisterschaften | 4    |

## Platzierungen in der UCI-Weltrangliste
| World Ranking | World Ranking | World Ranking      | World Ranking |
| Jahr          | Teamwertung   | Einzelwertung      |               |
| ------------- | ------------- | ------------------ | ------------- |
| 2024          | 50.           | Gal Glivar (352. ) |               |
|               |               |                    |               |
| Quelle: UCI   |               |                    |               |